# Pandemia di COVID-19 in Eritrea
Il primo caso della pandemia di COVID-19 in Eritrea è stato confermato il 21 marzo 2020.

## Antefatti
Il 12 gennaio 2020, l'Organizzazione mondiale della sanità (OMS) ha confermato che un nuovo coronavirus era la causa di una nuova infezione polmonare che aveva colpito diversi abitanti della città di Wuhan, nella provincia cinese dell'Hubei, il cui caso era stato portato all'attenzione dell'OMS il 31 dicembre 2019.
Sebbene nel tempo il tasso di mortalità del COVID-19 si sia rivelato decisamente più basso di quello dell'epidemia di SARS che aveva imperversato nel 2003, la trasmissione del virus SARS-CoV-2, alla base del COVID-19, è risultata essere molto più ampia di quella del precedente virus del 2003, ed ha portato a un numero totale di morti molto più elevato.
Il 5 maggio 2023, l'Organizzazione mondiale della sanità dichiara ufficialmente la fine della pandemia.

## Cronologia

### Marzo
Il 21 marzo, è stato confermato il primo caso nel paese, ad Asmara, si trattava di un cittadino eritreo in arrivo dalla Norvegia.

### Aprile
Il 9 aprile, l'Eritrea ha registrato due nuovi casi, due eritrei di 30 e 62 anni, entrambi rientrati nel paese prima del divieto dei voli, portando così a 33 le infezioni totali del paese.

### Maggio
Il 15 maggio, il ministero della sanità dell'Eritrea ha confermato che il 39º e ultimo caso di COVID-19 era guarito.

## Misure di prevenzione
Come misura precauzionale, il governo ha esortato le persone a non viaggiare, e metterà in quarantena i viaggiatori in arrivo che sono stati di recente in Cina, Italia, Corea del Sud o Iran.